# Voyage sentimental à travers la France et l'Italie
Le Voyage sentimental à travers la France et l'Italie est un roman de l'écrivain irlandais Laurence Sterne, écrit et publié pour la première fois en 1768, alors que Sterne va bientôt mourir. 

## Genèse de l'œuvre
En 1765, Sterne voyage à travers la France et l'Italie, poussant jusqu'à Naples et, à son retour, décide de décrire son voyage dans une optique « sentimentale » . Le « Voyage » peut être considéré comme un épilogue à son grand roman inachevé Vie et opinions de Tristram Shandy, gentilhomme, mais également comme une réponse aux très peu sentimentaux Voyages à travers la France et l'Italie de Tobias Smollett (Sterne avait rencontré Smollett pendant ses voyages en Europe et trouvait insupportable son caractère maussade, acerbe et querelleur. C'est lui qui sert de modèle au personnage de Smelfungus).
Le roman jouit d'un très grand succès et d'une très grande influence et contribua à faire du récit de voyage un des genres dominants de la seconde moitié du XVIIIe siècle. À la différence des récits précédents, qui cherchent à dispenser des connaissances objectives, Le Voyage sentimental insiste sur une approche subjective des goûts et sentiments personnels, des mœurs et des coutumes, au-delà du savoir classique. Au cours des années 1770, des femmes écrivains commencèrent à publier un nombre significatif de récits de « voyages sentimentaux ». Le style « sentimental » devint le mode d'expression favori de la littérature non officielle et du radicalisme politique.
Le narrateur est le révérend Yorick (le nom est celui du défunt bouffon dans la tragédie Hamlet), qui est, même pour le lecteur candide, un alter ego à peine masqué de l'auteur. Le livre raconte ses aventures, amoureuses pour la plupart, en une suite de petites scènes distinctes. L'ouvrage est moins excentrique, et d'un style plus élégant que Tristram Shandy et rencontra un accueil plus favorable en Angleterre. Il fut publié le 27 février 1768, et Sterne mourut le 18 mars.

## L'intrigue

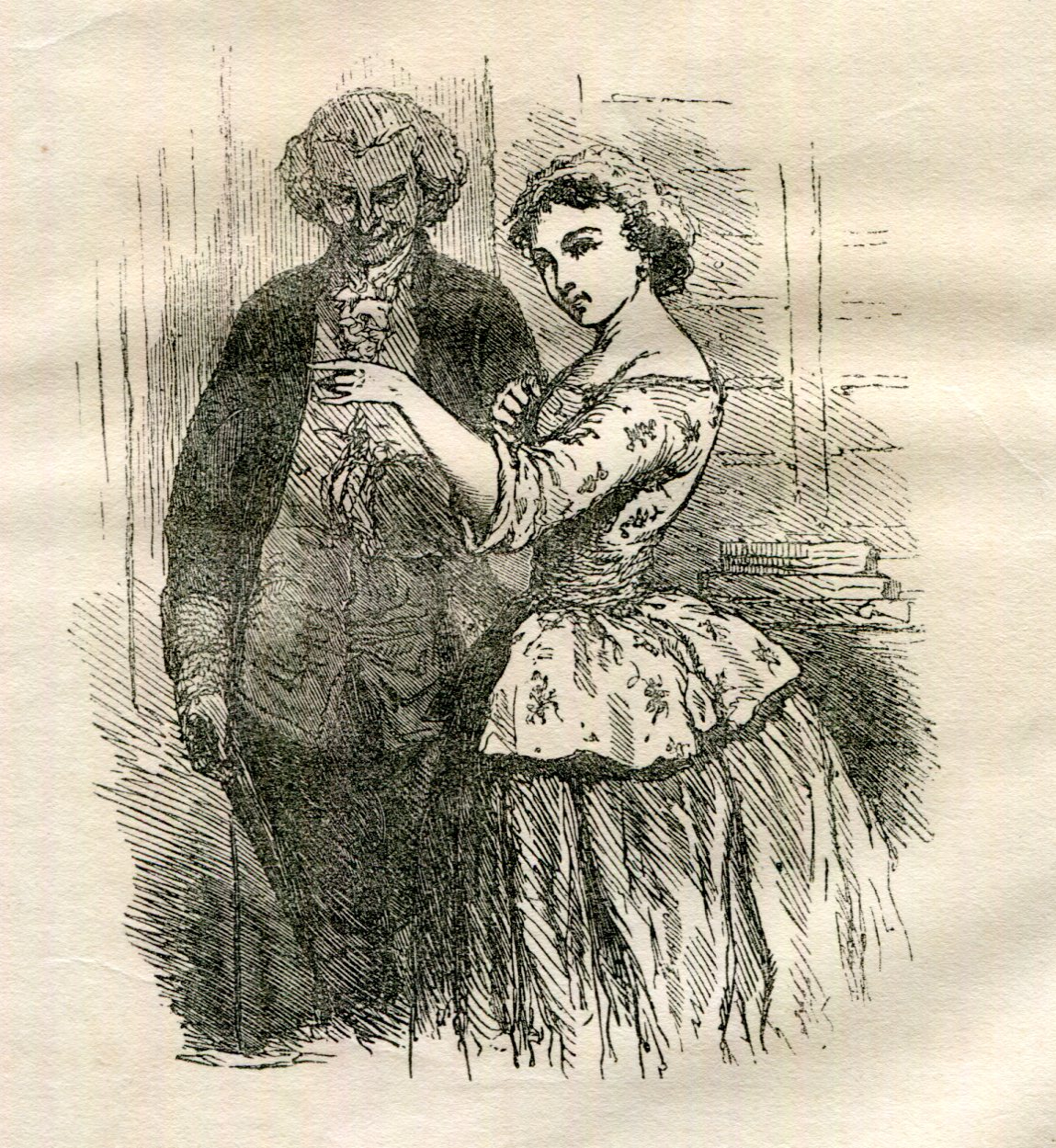
Yorick avec Madame de L. à Calais (illustration par Bertall)

Le voyage de Yorick commence à  Calais, où il rencontre un moine franciscain qui demande l'aumône pour son couvent. Yorick commence par refuser de lui donner quoi que ce soit, mais regrette ensuite sa décision. Lui et le moine échangent leurs tabatières. Il achète une chaise pour poursuivre son voyage. Il visite ensuite Montreuil, où il engage un serviteur pour l'accompagner, un jeune homme nommé La Fleur.
Lors de son séjour à Paris, Yorick est informé que la police a réclamé son passeport à l'hôtel. Sans passeport, alors que la France et l'Angleterre sont en guerre (Sterne était à Paris en janvier 1762, avant la fin de la Guerre de Sept Ans), il risque d'être emprisonné à la Bastille. Yorick décide d'aller à Versailles, chez le Comte de C**** pour obtenir un passeport. Remarquant que le Comte lit Shakespeare, il ouvre Hamlet, pointe du doigt le nom de Yorick, signalant qu'il s'appelle ainsi. Le Comte le prend pour le bouffon du Roi ; Yorick échoue à le détromper et repart satisfait d'avoir obtenu son passeport aussi rapidement.
Yorick retourne à Paris où il séjourne encore quelques jours et continue son voyage vers l'Italie. En chemin, il décide de rendre visite à Maria (personnage qui apparaît déjà dans Tristram Shandy) à Moulins. La mère de Maria rapporte à Yorick que celle-ci est accablée de douleur depuis la mort de son mari. Yorick console Maria, puis repart.
Après avoir dépassé Lyon, Yorick passe la nuit dans une auberge. Comme il ne reste qu'une seule chambre, il est obligé de la partager avec une dame et sa servante. Comme Yorick n'arrive pas à dormir et rompt involontairement sa promesse de rester silencieux pendant la nuit, s'ensuit une dispute avec la dame. Dans la confusion, Yorick saisit accidentellement la main de la femme de chambre. Ainsi se clôt le second volume.

## Traductions
- Léon de Wailly a traduit Voyage sentimental et cette traduction est toujours rééditée[1].
- Aurélien Digeon en a publié une édition bilingue avec sa propre traduction en 1934 : « L Sterne, Voyage sentimental à travers la France et l'Italie, traduit et préfacé par Aurélien Digeon professeur à la Faculté de Lettres de Lille ». Fernand Aubier, Éditions Montaigne, Paris MCMXXXIV. Collection bilingue des classiques anglais, sous la direction de L.Cazamian, Professeur à la Faculté de Lettres de Paris.
- Une nouvelle traduction par Guy Jouvet est également disponible depuis 2017.